# Edward Knourek
Edward Knourek (Edward Emil „Ed“ Knourek; * 12. Februar 1893 in Chicago; † 10. Mai 1977 in Berwyn, Illinois) war ein US-amerikanischer Stabhochspringer.
Bei den Olympischen Spielen 1920 in Antwerpen wurde er Vierter mit 3,60 m.
1917, 1921 und 1922 (mit seiner persönlichen Bestleistung von 3,96 m) wurde er US-Meister. 